# Little Black (rivière)

La rivière Little Black est un cours d'eau d'Alaska, aux États-Unis située dans la  région de recensement de Yukon-Koyukuk. C'est un affluent de la rivière Grass, qui est un des affluents de la rivière Porcupine, elle-même affluent du  fleuve Yukon.

## Description
Longue de 82 milles (132 km), elle coule en direction du nord-ouest pour rejoindre la rivière Grass à 16 milles (26 km) au sud de Chalkyitsik.
Son nom indien a été référencé en 1890. Elle a souvent été confondue avec la rivière Black.

## Sources
- (en) « Little Black (rivière) », Geographic Names Information System